# Вернер Шульц (підводник)
Вернер Шульц (нім. Werner Schulz; 28 вересня 1919, Берлін — ?) — німецький офіцер-підводник, оберлейтенант-цур-зее резерву крігсмаріне (1 квітня 1944).

## Біографія
В листопаді 1939 року вступив на флот. З травня 1941 по березень 1943 року — офіцер батареї 241-го морського зенітного дивізіону. З 6 вересня 1944 по 1 травня 1945 року — командир підводного човна U-929.